# OpenVR
OpenVR é um kit para desenvolvimento de programas de computador (SDK) e uma interface de programação de aplicativos (API) desenvolvido pela empresa norte-americana Valve Corporation para oferecer suporte ao SteamVR e outros dispositivos de realidade virtual (VR); Ou seja, é uma interface entre os dispositivos (hardware) e as aplicações VR (software) implementado pelo SteamVR. Suporta os óculos Valve Index, HTC Vive, Oculus Rift, Windows Mixed Reality e, outros.
Embora o OpenVR seja o SDK padrão do HTC Vive, ele foi desenvolvido para oferecer suporte a vários fornecedores. Por exemplo, um desenvolvedor pode projetar funções de botão de gatilho baseadas em OpenVR para controladores de Oculus Rift ou Windows MR, porque ambos os sistemas são suportados pelo SDK.
A Valve anunciou que irá cooperar com o projeto "Open Source Virtual Reality" (OSVR), embora a extensão da cooperação não esteja clara.

## Lançamento
OpenVR SDK foi lançado ao público em 30 de abril de 2015 pelo desenvolvedor da válvula, para o desenvolvedor desenvolver jogos e software SteamVR . Ele fornece suporte para o HTC Vive Developer Edition, incluindo o controlador SteamVR e Lighthouse. Esta versão é o próximo passo para a primeira grande remessa da Developer Edition.
O SDK substituiu a API que estava disponível anteriormente em steamvr.h no Steamworks SDK. A API antiga continuará a receber suporte indefinidamente, mas os aplicativos que exigem qualquer um dos novos recursos devem mudar para o novo SDK.
Várias novas interfaces foram adicionadas e as interfaces existentes receberam novos métodos. Os detalhes podem ser encontrados na documentação da API do OpenVR.
Com o novo OpenVR SDK, o software agora pode ser conectado ao hardware SteamVR. O SDK pode ser baixado da página github do OpenVR. Ele suporta todos os produtos SteamVR.
O SteamVR Unity Plugin e o suporte nativo SteamVR no Unreal 4.8 foram implementados para oferecer suporte ao Unity, além do suporte ao OpenVR SDK. Ambos estão disponíveis logo após o lançamento inicial do OpenVR.